# Alexander Yellen
Alexander Yellen (Washington, 26 gennaio 1981) è un regista e direttore della fotografia statunitense noto per aver lavorato a film come Mega Shark Versus Giant Octopus e Titanic II.

## Biografia
Figlio dell'archeologo John Yellen e della professoressa di antropologia Alison Brooks, Yellen ha frequentato la St. Albans School e si è laureato nel 1999. Ha studiato cinema alla Wesleyan Universiry, dove si è laureato nel 2003.

## Filmografia
- Matrimonium, regia di Michael D. Akers (2005)
- Universal Soldiers, regia di Griff Furst (2007)
- I Am Omega, regia di Griff Furst (2007)
- 100 Million BC - La guerra dei dinosauri (100 Million BC), regia di Griff Furst (2008)
- Street Racer, regia di Teo Konuralp (2008)
- Pink Sweat, regia di Lara Everly (2009) - cortometraggio
- Mega Shark Versus Giant Octopus, regia di Jack Perez (2009)
- Airline Disaster, regia di John Willis III (2010)
- #1 Cheerleader Camp, regia di Mark Quod (2010)
- 2010: Moby Dick, regia di Trey Stokes (2010)
- Titanic II, regia di Shane Van Dyke (2010)
- Mega Shark Versus Crocosaurus, regia di Christopher Ray (2010)
- A Haunting in Salem, regia di Shane Van Dyke (2011)
- 200 MPH, regia di Cole S. McKay (2011)
- Born Bad, regia di Jared Cohn (2011)
- Almighty Thor, regia di Christopher Ray (2011)
- 2012: Ice Age, regia di Travis Fort (2011)
- Bigfoot, regia di Bruce Davison (2012)
- Grimm's Snow White, regia di Rachel Lee Goldenberg (2012)
- Rise of the Zombies - Il ritorno degli zombie (Rise of the Zombies), regia di Nick Lyon (2012)
- Nazis at the Center of the Earth, regia di Joseph J. Lawson (2012)
- Do You Have a Cat?, regia di Jason Sax (2013) - cortometraggio
- Paranormal Movie, regia di Kevin P. Farley (2013)
- Blast Vegas, regia di Jack Perez (2013)
- Poseidon Rex, regia di Mark L. Lester (2013)
- Atlantic Rim, regia di Jared Cohn (2013)
- Battledogs, regia di Alexander Yellen (2013)
- Airplane vs. Volcano, regia di James Kondelik e Jon Kondelik (2014)
- Mercenarie (Mercenaries), regia di Christopher Ray (2014)
- Mega Shark vs. Mecha Shark, regia di Emile Edwin Smith (2014)
- Non si gioca con morte (Finders Keepers), regia di Alexander Yellen (2014)